# Cossington (Somerset)
Pour les articles homonymes, voir Cossington.
Cossington est un petit village et une civil parish du Somerset en Angleterre de 578 habitants.

## Localisation
Elle se trouve dans le comté du Somerset en Angleterre.

## Monuments
- L'église Sainte-Marie qui date du XIIIe siècle et qui fut rénovée en 1900, elle est classée monument historique.